# 三崎漁業協同組合
三崎漁業協同組合（みさきぎょぎょうきょうどうくみあい）は、愛媛県西宇和郡伊方町に本所を置いていた漁業協同組合（JF）。信用事業も行っていたが2011年度に愛媛県信用漁業協同組合連合会に譲渡している。

## 概要
- 本所 - 愛媛県西宇和郡伊方町串19
  - 与侈支所 - 愛媛県西宇和郡伊方町与侈457
  - 明神支所 - 愛媛県西宇和郡伊方町明神355　
  - 井野浦支所 - 愛媛県西宇和郡伊方町井野浦3　
  - 下田出張所 - 静岡県下田市1丁目22-13
- 組合員数 - 523名
- 職員数 - 10名

## 沿革
- 1958年 - 三崎町漁業協同組合と岬漁業協同組合が合併し、「三崎漁業協同組合」となる。
- 1959年 - 静岡県下田市に下田出張所を開設[2]。
- 1961年 - 神松名漁業協同組合と合併。
- 2011年 - 信用事業を愛媛県信用漁業協同組合連合会に事業譲渡。
- 2023年7月 - 愛媛県漁業協同組合に事業譲渡し、愛媛県漁業協同組合三崎支所となる。

## 取り組み
1967年頃から組合員水揚げを100％共同出荷する販売体制を開始している。三崎の浜には市場や仲買人制度はなく、組合員の水揚物の受け入れ、出荷、販売、生産までを漁協の日々の業務とし、出荷先は消費市場重点に取り組んでいる。日本で一番細くて長い佐田岬半島の突端（鼻）という地域の特異性を前面に打ち出し、「岬（はな）あじ」･「岬さば」という名称でブランド化を進めている。

## 経営再建
水揚げ高の低迷や組合員に販売した燃料代などの未収金や貸付金の引き当て不足などが発覚し2010年度の決算で累積赤字額が9億6000万円となる見通しとなり、債務超過に陥ったことが明らかになった。その後の愛媛県の調査では1998年度から2010年度にかけて不正会計を行っていたことが発覚し水産業協同組合法に基づく必要措置命令を出し、同期間の会計書類を再び作成することを求めた。確認できた期間中の不正処理は総額5億9100万円。
10年間で累積赤字約17億円を全額償還する経営改善計画を策定し経営再建を進めているが、水揚げ額の減少により2012年度の当期剰余金（純利益）は2億8300万円となり2012年3月に策定した経営改善計画の目標と比べると、達成率は78％にとどまっている。
期限の2021年度末の時点でおよそ4億2200万円の欠損金が残り、解消のめどがたたないことから解散して愛媛県漁業協同組合に事業譲渡する意向を表明。愛媛県漁業協同組合は三崎漁協の事業譲渡を受け入れ、三崎漁協は解散し2023年7月1日に愛媛県漁協三崎支所となる予定である。欠損金については清算するための別の組合を設立して、愛媛県信用漁業協同組合連合会などと連携して処理を勧める予定。